# El Hassasna
El Hassasna est une commune de la wilaya de Saïda du nord-ouest de l’Algérie.